# Силантьева, Пелагея Фёдоровна
Пелагея (Лина) Фёдоровна Силантьева (1904 — 1981) — советский археолог, заведующая сектором Северного Причерноморья в Отделе античного мира Государственного Эрмитажа. Исследовательница полисов Боспора — Нимфея, Илурата.

## Биография
Поступила на работу в Государственный Эрмитаж в качестве помощника хранителя, с 1931 года научный сотрудник II разряда в отделении причерноморских городов Отдела доклассового и раннеклассового общества, позднее заведующая сектором Северного Причерноморья в Отделе античного мира. В годы Великой Отечественной войны принимала участие в эвакуации музейных ценностей Эрмитажа в Свердловск. Выехала вместе с дочерью Леной во втором эшелоне Эрмитажа в июле 1941 года, до установления блокады. Из эвакуации коллекции вернулись в октябре 1945 года.
В сферу её научных интересов входили проблемы истории искусства и культуры античных городов Северного Причерноморья. Участвовала в работе Ольвийской, Нимфейской и Боспорской археологических экспедиций, участница раскопок Илурата в 1951—1958 годах.

## Семья
- Дочь — Е. Ю. Силантьева-Моисеенко[2], старший научный сотрудник Отдела истории русской культуры Эрмитажа, специалист по русскому костюму и вышивке.